# Belser-Verlag
Der Belser Verlag in Stuttgart ist ein 1835 von dem Buchhändler Christian Jakob Belser gegründeter Verlag, der  insbesondere über Kunst und Kulturgeschichte veröffentlicht. Seit 1991 gehört er ebenso wie der Kosmos-Verlag zur Fleissner-Gruppe. Der offizielle Name des Verlags ist Chr. Belser Gesellschaft für Verlagsgeschäfte GmbH & Co. KG.

## Geschichte
Christian Belser (1802–1885) gründete 1835 in Stuttgart die Belsersche Verlagshandlung und Druckerei. Das Geschäft ging 1867 an Carl Walcker (* 1836). Teilhaber wurde dessen Sohn Carl Walcker jun. Das Verlagsprogramm bestand aus Gebetbüchern, Predigtbüchern und Erbauungsliteratur der Evangelischen Theologie. Daneben erschienen im Verlag christliche Zeitschriften und Wochenschriften, z. B. das »Stuttgarter Evangel. Sonntagsblatt«, der »Stuttg. Kirchenbote«, »Jugendfreunde«, »Württemberg. Schulwochenblatt«, »Neue Blätter aus Süddeutschland für Erziehung und Unterricht«, sowie die »Zeitfragen des christlichen Volkslebens«.
Anfang des 20. Jahrhunderts kam zur theologischen Literatur die Regionalliteratur zu Stuttgart und Württemberg hinzu. Ab 1920 erschienen im Verlag mehr als 50 Kriegsgeschichten württembergischer Truppenteile in der Reihe Die württembergischen Regimenter im Weltkrieg.
1950 wurde der Verlag von Hans Weitpert übernommen. Er baute die Druckerei zum größten Lohndruckunternehmen der Bundesrepublik um. Ab 1960 betrieb er gemeinsam mit Hilde Weitpert-Vogt den Wiederaufbau des Verlages. Der Verlag verlagerte seinen Schwerpunkt auf Kunst-Bildbände und Kulturgeschichte. Im Verlag erschien unter anderem die Belser Stilgeschichte, ein Standardwerk in der deutschsprachigen Kunstgeschichte. 1983 bis 1998 veröffentlichten sie Faksimile-Ausgaben in Zusammenarbeit mit der Vatikanischen Bibliothek für Buchschätze aus deren Beständen.
Im April 1968 erschien die erste deutsche Lizenzausgabe des sowjetischen Monatsmagazins Sputnik (Untertitel: Rußland im Spiegel seiner Presse) im Belser-Verlag.
2010 gab es zum 175-jährigen Bestehen eine Ausstellung in der Württembergischen Landesbibliothek. Regionalia bilden nach wie vor einen weiteren Schwerpunkt, und 2013 wurde auf diesem Gebiet der MünchenVerlag erworben.

## Verlagsgebäude
Von 1913 bis 1975 war der Sitz in einem eigenen Verlagsgebäude in der Augustenstraße (das im Zweiten Weltkrieg völlig zerstört und nach dem Krieg wieder aufgebaut wurde) und ab 1992 im Gebäude des Franckh-Kosmos-Verlags.